# Kanna (växt)
Kanna (Canna × generalis) är en kannaväxtart som beskrevs av Liberty Hyde Bailey. Kanna ingår i släktet kannor, och familjen kannaväxter. Arten förekommer tillfälligt i Sverige, men reproducerar sig inte.